# Friedrich Gräber
Friedrich „Fritz“ Gräber (* 20. April 1915 in Sürth bei Köln; † 1983) war ein deutscher Jurist. Er wirkte ab 1974 als Richter am Bundesfinanzhof in München.

## Werdegang
Friedrich Gräber, Sohn von Margarethe Gräber, geborene Harz, und des Photochemikers Wilhelm Gräber, besuchte ein Realgymnasium in Köln, studierte von 1934 bis 1938 an den Universitäten von München und Köln und wurde 1938 an der Universität Köln zum Dr. jur. promoviert. Von 1938 bis 1947 leistete er Wehrdienst und geriet in Kriegsgefangenschaft. Von 1948 bis 1963 war er im Justizdienst tätig, ab 1954 als Oberlandesgerichtsrat. Zeitweise war er als Referent zum Justizministerium von Nordrhein-Westfalen abgeordnet. Von 1. Oktober 1963 bis 30. April 1983 war er Richter am Bundesfinanzhof und ab 13. November 1974 Senatsvorsitzender.
Er war katholisch und ab 1934 Mitglied der katholischen Studentenverbindung KDStV Aenania München.
Friedrich Gräber war ab 1942 mit Anneliese Gräber, geborene Haas, verheiratet und hatte zwei Kinder (Elmar und Ernst).

## Ehrungen
- 1983: Großes Verdienstkreuz der Bundesrepublik Deutschland

## Veröffentlichungen
- Kommentar zum Jugendwohlfahrtsgesetz. 1954; 2. Auflage 1963.
- Finanzgerichtsordnung: mit Nebengesetzen. Kommentar. In: Gelbe Erläuterungsbücher. [1977] 10. Auflage. C. H. Beck, München 2024, ISBN 978-3-406-80277-5.